# Дивовижна свиня з Ландсера
 Дивовижна свиня з Ландсера — гравюра на міді німецького художника Альбрехта Дюрера, написана приблизно у 1496 році.

## Опис картини
На гравюрі Альбрехта Дюрера зображена деформована свиня. У тварини голова з двома язиками і чотирма вухами. Вона має два тіла і вісім ніг, шість із яких, за словами Дюрера, можна було використовувати для того, щоб водночас і стояти, і ходити, поки дві передні ноги виступали у повітря.
Альбрехт Дюрер зобразив свиноматку з Ландсера, що стоїть на шести з її восьми ніг. Тварина повернена праворуч, з відкритим ротом стоїть біля воріт Ландсера. Свиня зображена на фоні міста і ландшафту, що утворюють тло гравюри. На передньому плані крім дивної свині видно каміння і траву. Посередині зазначена монограма Дюрера.
Одна пара вух свині звисає, інша — зведена до двох передніх ніг, які створіння використовує для стояння, права, очевидно, належить правому тілу свині, а ліва — лівому. Передні ноги виступають у повітрі, тоді як положення задніх ніг менше відхиляється від норми і, очевидно, також дозволяє розмістити обидві задні ноги на підлозі.
Картина має розміри 12,1 см на 12,7 см. Знаходиться в Портландському мистецькому музеї в місті Портленд (США).

## Історія
Дюрер, звісно, не бачив такої тварини живою. Він, ймовірно, орієнтовувався з одного боку на зображення свиноматки з Лансерома сатирика Себастьяна Бранта, а з іншого — на опудало, що було показане у Нюрнберзі близько Великодня 1496 року. Брант, який опублікував численні листівки про різні «природні дива», отримав справжню свиноматку з Ландера 1 березня 1496 року.
Протягом десятиліть навколо появи дивовижної свині з Ландсера розповсюджувались численні листівки, які провіщали майбутні катастрофи, про близькість яких свідчили такі ознаки, як народження деформованої свині.